# Francesco Algarotti
Conde Francesco Algarotti (Veneza, 11 de dezembro de 1712 — Pisa, 3 de maio de 1764) foi um polímata veneziano, filósofo, poeta, ensaísta, anglófilo, crítico de arte e colecionador de arte. Ele era um homem de amplo conhecimento, um especialista em newtonianismo, arquitetura e ópera. Ele era amigo de Frederico, o Grande, e dos principais autores de sua época: Voltaire, Jean-Baptiste de Boyer, Marquês de Argens, Pierre-Louis de Maupertuis e o ateu Julien Offray de La Mettrie. Lord Chesterfield, Thomas Gray, George Lyttelton, Thomas Hollis, Metastasio, Benento XIV e Heinrich von Brühl estavam entre seus correspondentes.

## Juventude
Algarotti nasceu em Veneza filho de um rico comerciante. Seu pai e tio eram colecionadores de arte. Ao contrário de seu irmão mais velho Bonomo, ele não entrou na empresa, mas decidiu se tornar um autor. Francesco estudou ciências naturais e matemática em Roma e Bolonha com Francesco Maria Zanotti e em 1728 ele fez experiências com óptica. (Zanotti se tornou um amigo de longa data.) Ele foi educado em sua Veneza natal e em Roma e Bolonha. Sua curiosidade juvenil o levou a viajar muito, e ele visitou Paris pela primeira vez em seus 20 anos. Lá, sua urbanidade, sua conversação brilhante, sua boa aparência e sua inteligência versátil prontamente impressionaram intelectuais como Pierre-Louis Moreau de Maupertuis e Voltaire. Dois anos depois, ele estava em Londres, onde foi nomeado membro da Royal Society. Ele se envolveu em um animado triângulo amoroso bissexual com o político John Hervey e Lady Mary Wortley Montagu. Algarotti partiu para a Itália e concluiu seu Neutonianismo per le dame ("Newtonism for Ladies") (1737 - dedicado a Bernard le Bovier de Fontenelle) - uma obra que consiste em informações sobre astronomia, física, matemática, mulheres e ciências e educação.

## Vida pessoal e carreira
Algarotti conheceu Antíoco Kantemir, diplomata, poeta e compositor da Moldávia. Ele foi convidado a visitar a Rússia para o casamento do duque Anthony Ulrich de Brunswick. IEm 1739 ele partiu com Lord Baltimore de Sheerness para Newcastle upon Tyne. Por causa de uma forte tempestade, o navio se protegeu em Harlingen. Algarotti estava descobrindo "esta nova cidade", que chamou de a grande janela... para a qual a Rússia olha para a Europa. Retornando de São Petersburgo, eles visitaram Frederico o Grande em Rheinsberg. Algarotti tinha obrigações na Inglaterra e voltou no ano seguinte. Em seguida, Algarotti foi com Frederico para Königsberg, onde foi coroado.

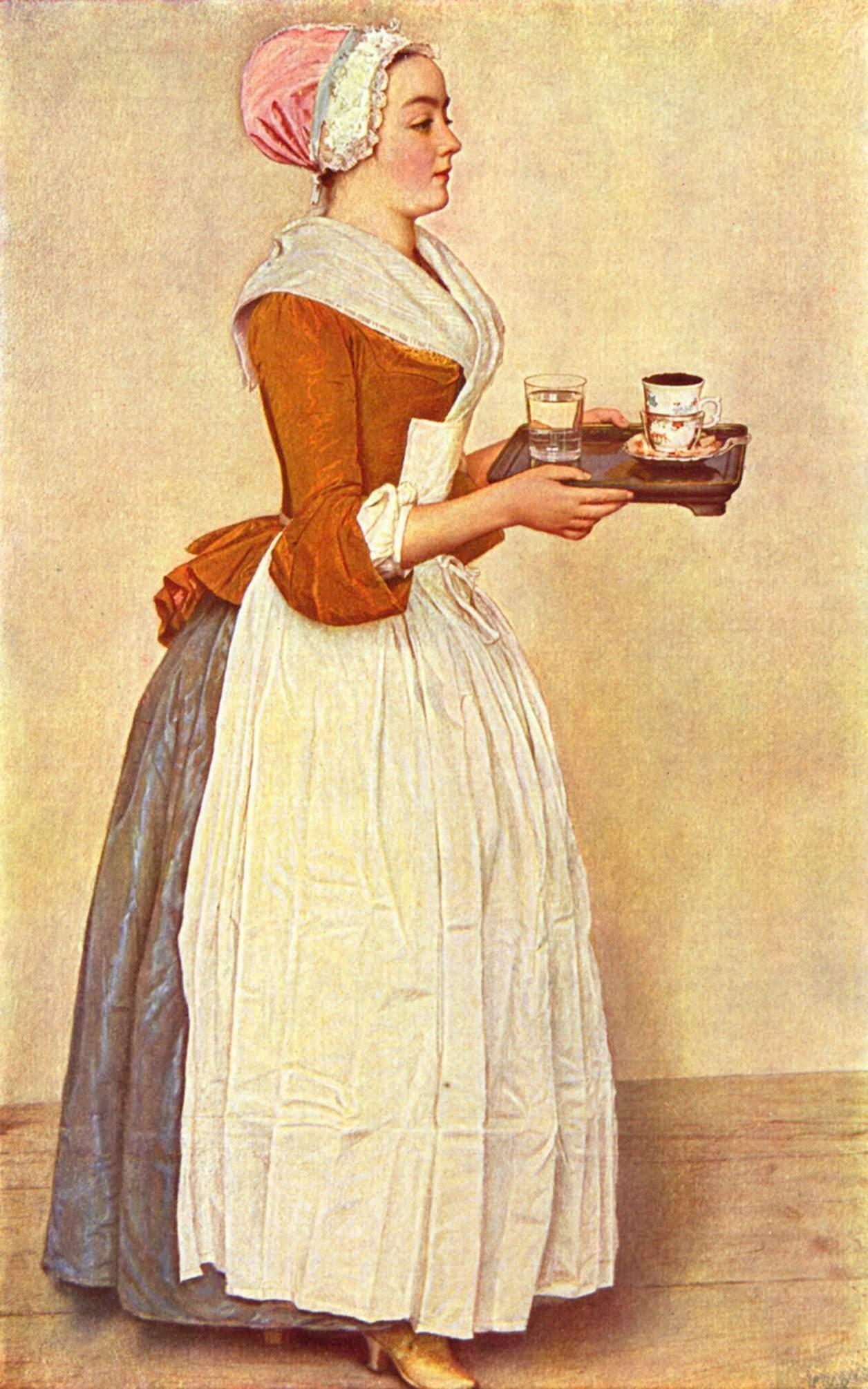
Nandl Baldauf, Ia belle chocolatière (1743/44). O pastel de Liotard foi vendido em 1745 pela Algarotti para Dresden

Frederico, que ficou impressionado com esta enciclopédia ambulante, fez dele e de seu irmão Bonomo condes prussianos em 1740. Algarotti acompanhou Frederico a Bayreuth, Kehl, Estrasburgo e o Castelo de Moyland, onde se encontraram com Voltaire, que tomava banho em Kleve para cuidar da saúde. Em 1741, Algarotti foi para Turim como seu diplomata. Frederico ofereceu-lhe um salário, mas Algarotti recusou. Primeiro, ele foi para Dresden e Veneza, onde comprou 21 pinturas, algumas de Jean-Étienne Liotard e Giovanni Battista Tiepolo para a corte de Augusto III da Polônia. Algarotti não conseguiu induzir o Reino da Sardenha a lançar um ataque traiçoeiro à Áustria.

### Algarotti e as outras artes

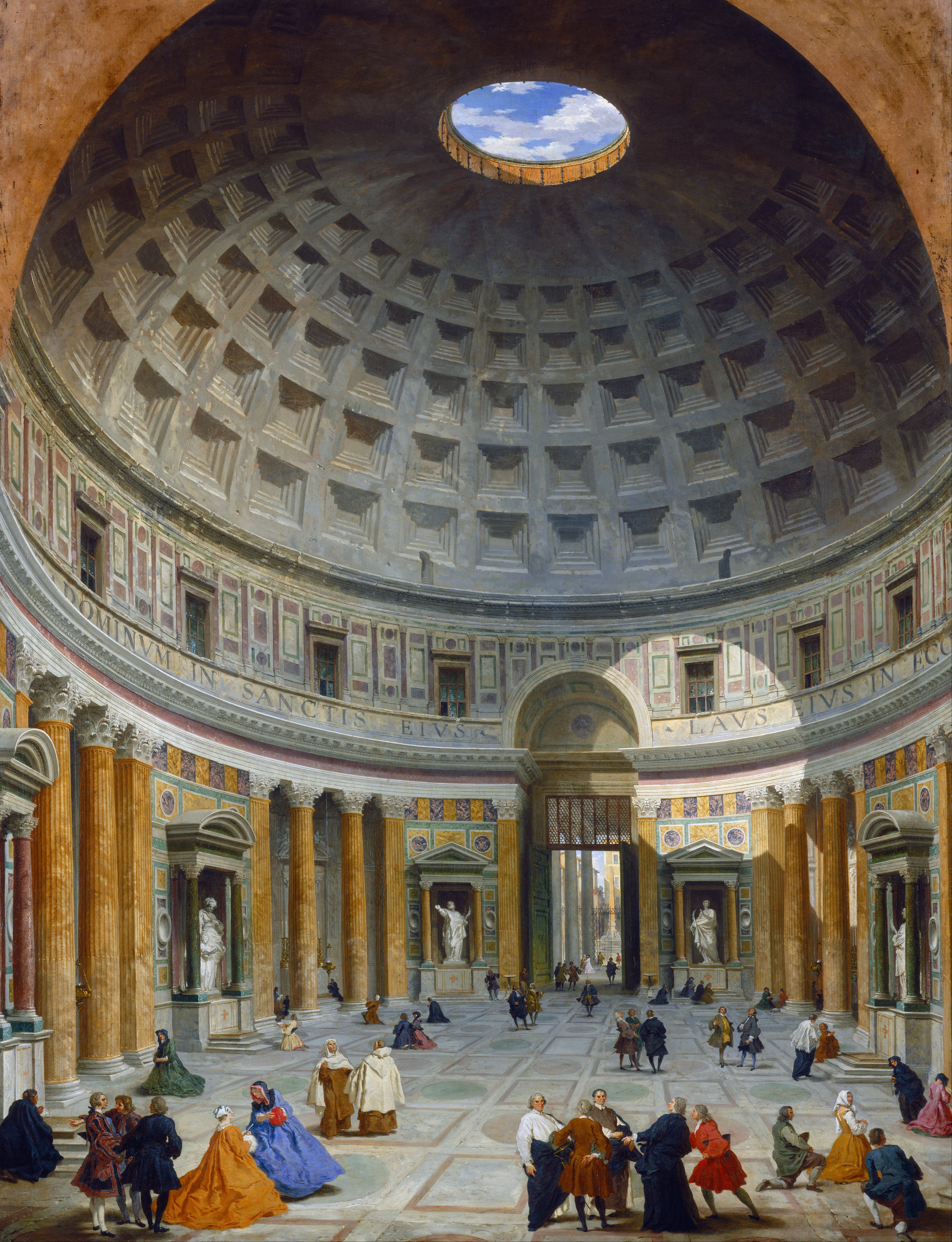
O interior do Panteão (Roma) de Giovanni Paolo Pannini, encomendado e pertencente à coleção de arte de Algarotti

A escolha das obras de Algarotti reflete os interesses enciclopédicos da era neoclássica; ele não estava interessado em desenvolver uma única coleção estilística unitária e imaginou um museu moderno, um catálogo de estilos de todas as épocas. Para encomendas contemporâneas, ele escreveu uma lista de pinturas que recomendou para encomenda, incluindo pinturas históricas de Tiepolo, Pittoni, e Piazzetta; cenas com animais de Castiglione, e veduta com ruínas de Pannini. He wanted "suggetti graziosi e leggeri" from Balestra, Boucher, and Donato Creti. Outros artistas que ele apoiou foram Giuseppe Nogari, Bernardo Bellotto, e Francesco Pavona.
Em 1747, Algarotti voltou para Potsdam e tornou-se camareiro da corte, mas partiu para visitar as escavações arqueológicas em Herculano. Em 1749 mudou-se para Berlim. Algarotti participou do acabamento dos projetos arquitetônicos de Georg Wenzeslaus von Knobelsdorff, que adoeceu. Em fevereiro de 1753, após vários anos residindo na Prússia, ele retornou à Itália, passando a maior parte do tempo em Bolonha. Em 1759, Algarotti se envolveu em um novo estilo de ópera na cidade de Parma. Ele influenciou Guillaume du Tillot e o duque de Parma.

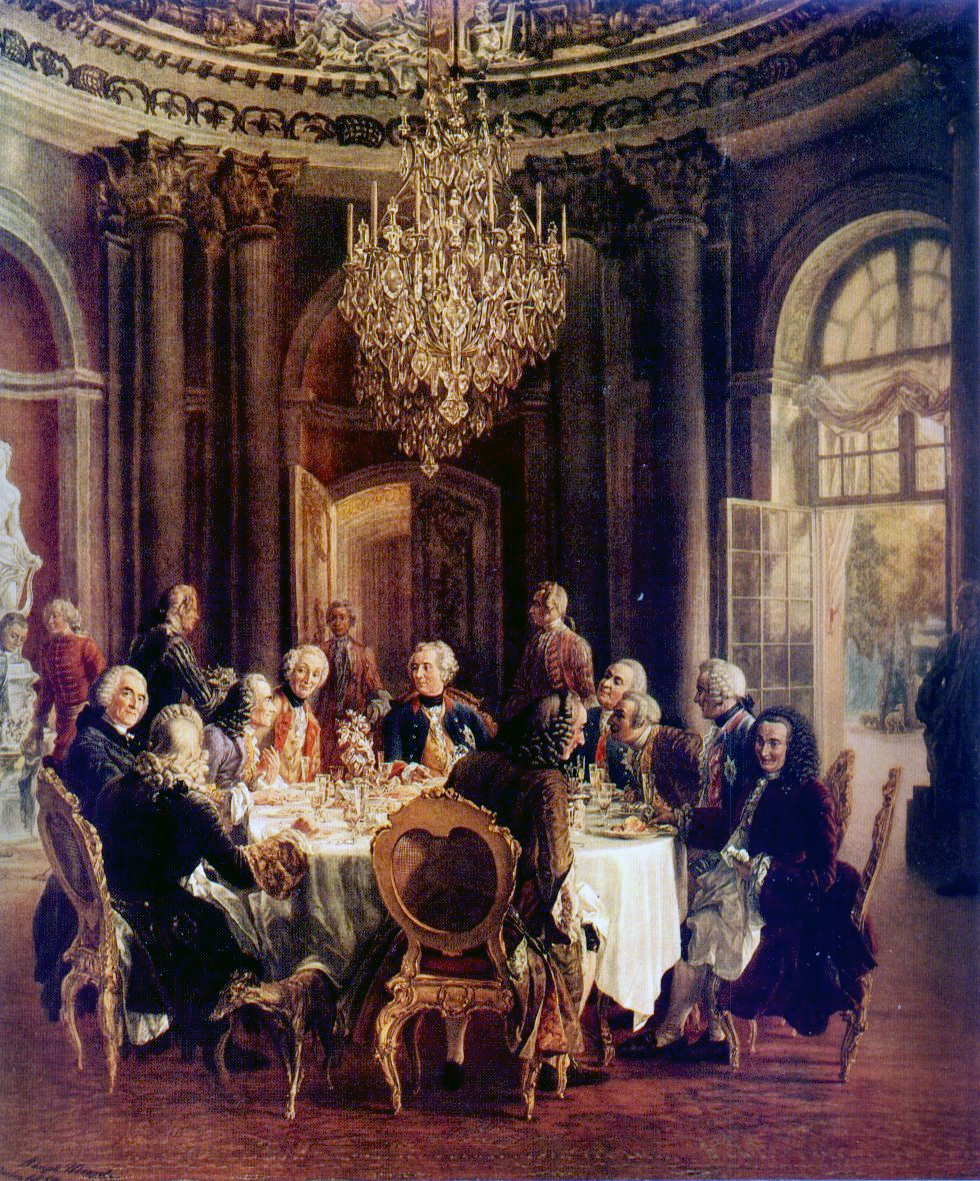
Reunião em Sanssouci no Marble Hall, com Fredrik II. (o Grande) da Prússia, Voltaire, d'Argens, La Mettrie, James Keith, George Keith, Friedrich Rudolf von Rothenburg, Christoph Ludwig von Stille e Algarotti. A pintura foi perdida em 1945

O Ensaio sobre a Ópera de Algarotti (1755) teve uma grande influência no libretista Carlo Innocenzo Frugoni e no compositor Tommaso Traetta, e no desenvolvimento da ideologia reformista de Gluck. Algarotti propôs um modelo bastante simplificado de ópera séria, com o drama preeminente, em vez da música, balé ou encenação. A própria dramatização deve "deliciar os olhos e os ouvidos, para despertar e comover o coração do público, sem correr o risco de pecar contra a razão ou o bom senso". As ideias de Algarotti influenciaram Gluck e seu libretista Calzabigi, escrevendo seu Orfeo ed Euridice.
Em 1762, Algarotti mudou-se para Pisa, onde morreu de tuberculose. Frederico, o Grande, que várias vezes precisou de Algarotti para escrever textos em latim, enviou um texto para um monumento à sua memória no Campo Santo Campo Santo.

## Trabalhos
- Bibliografia e Inventário de todas as letras conhecidas no Algarotti Briefdatenbank der Universitätsbibliothek Trier (em francês).
- Correspondência com Frederico, o Grande no Digitale Ausgabe der Universitätsbibliothek Trier (em francês).
- Il newtonianismo per le dame, 1737. The International Centre for the History of Universities and Science (CIS), Universidade de Bolonha.
- "Saggio sopra la pittura".[18][19]
- "Um ensaio sobre arquitetura" (1753).[20]
- "Cartas militares e políticas" (1782).[21]
- "Essai sur la durée des règnes des sept rois de Rome".
- "Essai sur l'empire des Incas".
- Algarotti, Francesco (1783).  Calamo Ludimus (Tradução do Tratado publicado pela primeira vez em 1744, Livorno), ed. The modern art of love; or The congress of Cythera. [S.l.]: G. Kearsley, #46, Fleet Street, Londres.
- Algarotti, Francesco (1739). Sir Isaac Newton's Philosophy Explained for the use of Ladies, in six dialogues on Light and Colours. (Translation; Volume I.). [S.l.]: E. Cave, St. John's-Gate, Londres.
- Algarotti, Francesco (1764).  Presso Marco Coltellini, Livorno, ed. Saggio sopra la pittura. [S.l.: s.n.].[22]
- Algarotti, Francesco (1756). Saggio del Conte Algarotti sull'Architettura e sulla Pittura. [S.l.]: Societa Tipografica de' classici Italiani, Contrada di S. Margherita #1118, Milan, Italy.
- Algarotti, Francesco (1755). Saggio sopra L'Opera in Musica. [S.l.]: Ex donat. Molliana.

## Galeria

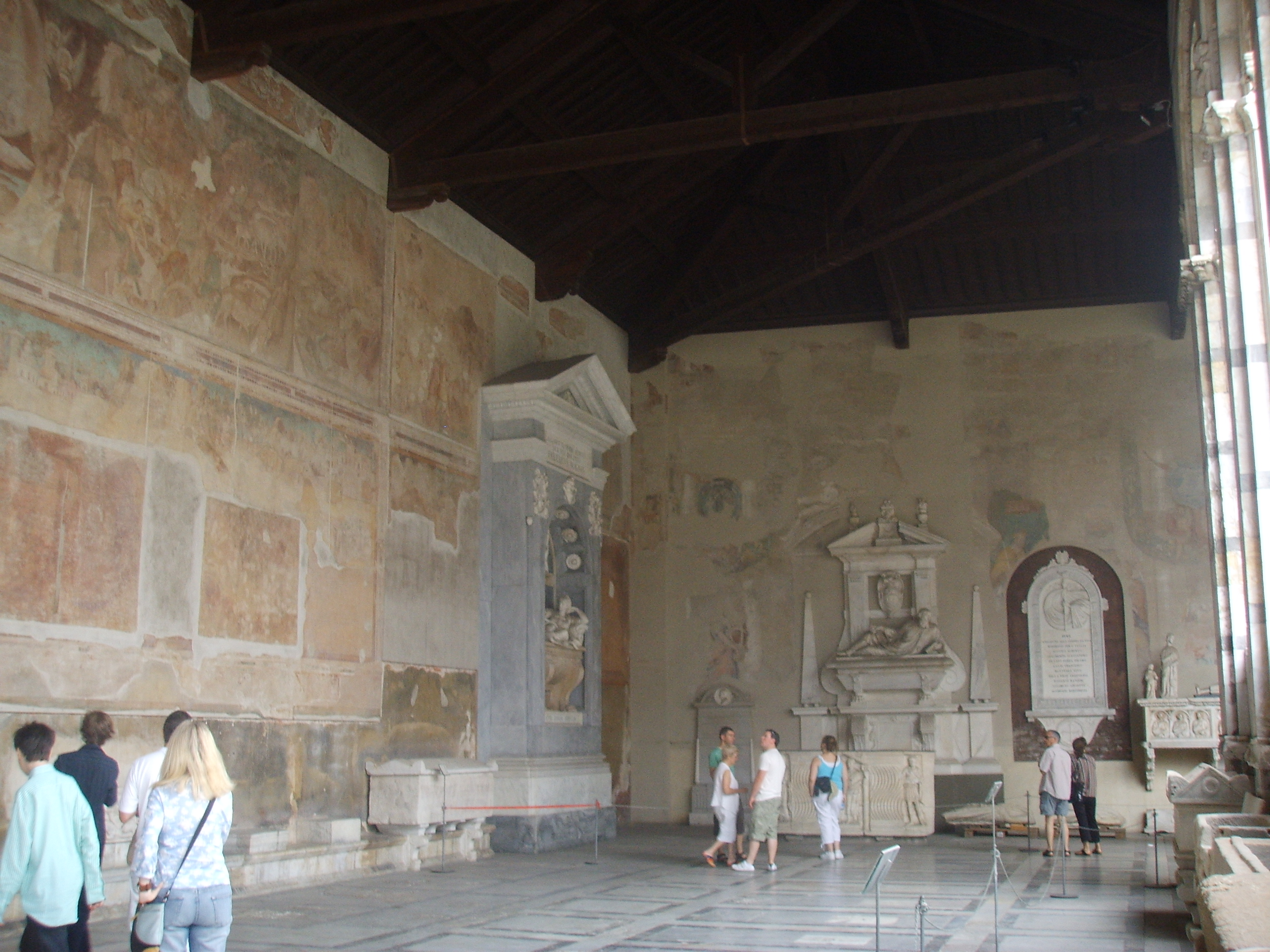
Lápide do Algarotti à esquerda em estilo neoclássico
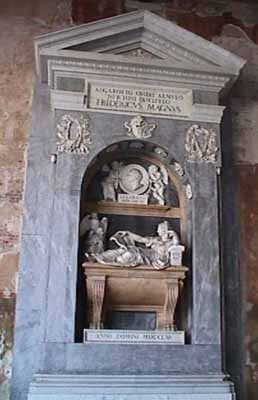
Túmulo do Algarotti em Camposanto di Pisa, projetado por Mauro Antonio Tesi.
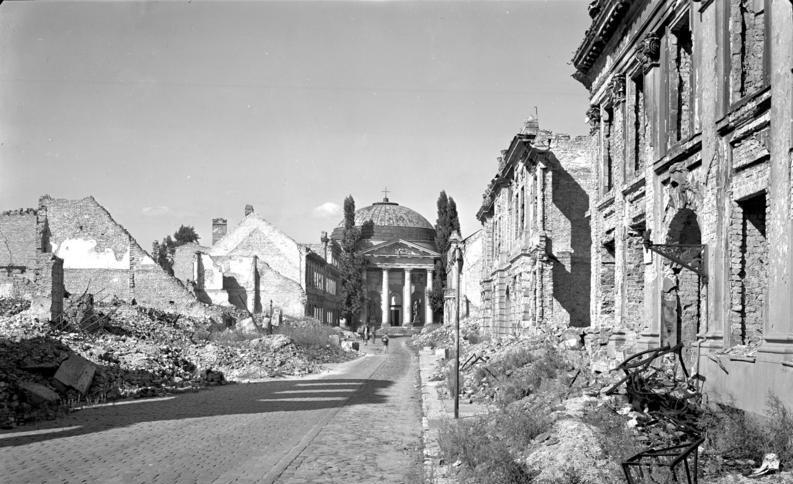
Algarotti esteve envolvido no projeto do Französische Kirche em Potsdam; foto tirada logo após a guerra
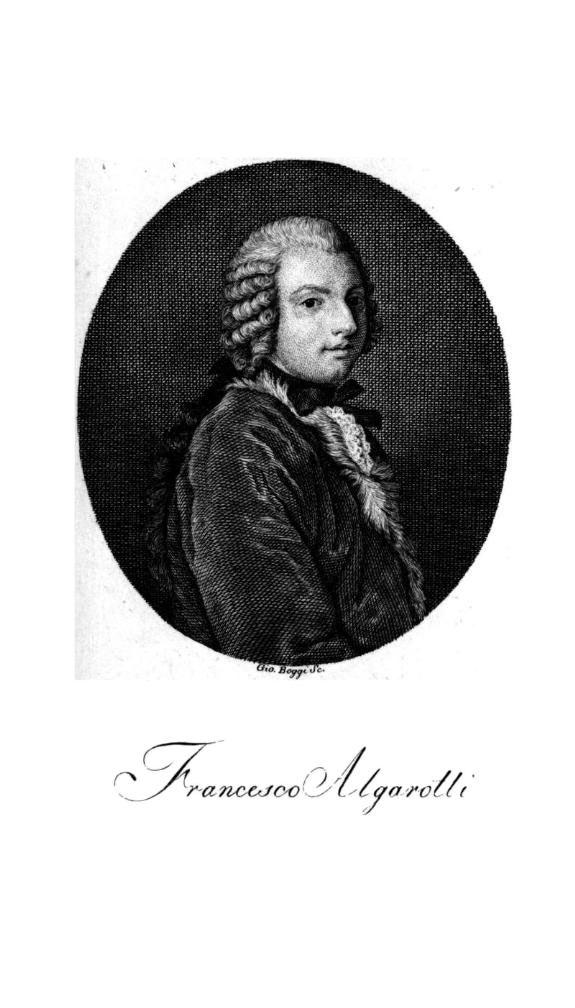
Francesco Algarotti por Giovanni Boggi, que copiou um retrato do J.É. Liotard
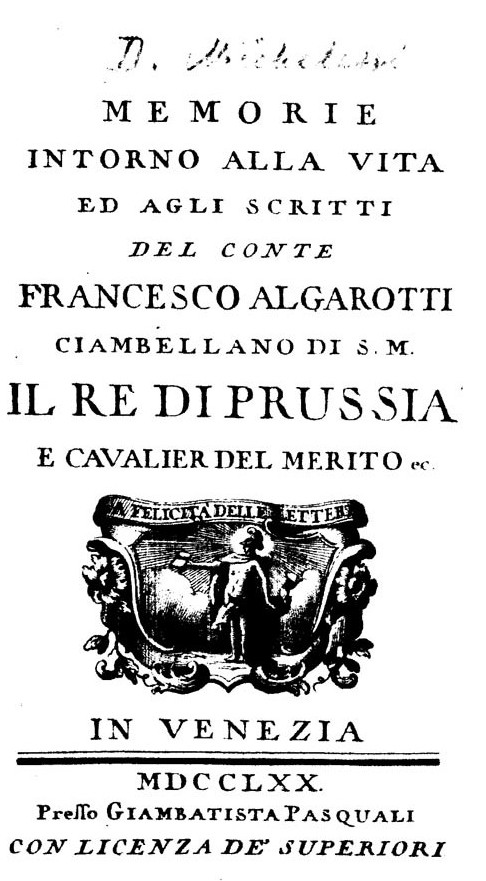
Domenico Michelessi, Memorie intorno alla vita e agli scritti del conte Francesco Algarotti, 1770